# チーム・トタルエネルジー
チーム・トタルエネルジー（Team TotalEnergies）は、国際自転車連合(UCI)のUCIプロ・チームに参加している自転車チームである。フランスに拠点を置いている。チーム・トタルエネルジーズや、英語読みのチーム・トタルエナジーズとも表記される。

## 概要
チームのルーツは、1984年に結成されたシステムUであり、その後、カストラマ、ヴァンデUと名称を変更した。
2000年、ヴァンデUのチーム・マネジャーを務めていたジャン＝ルネ・ベルノードーが自らその職に就き、プロチームとして、ボンジュールを結成したのが当チームの歴史の始まりである。一方、ヴァンデUはアマチュア主体の育成チームに改編されることになった。
その後、ブリオシュ・ラ・ブランジェル（2003年～2004年）を経て、2005年から、フランスの携帯電話事業者であるブイグテレコムがスポンサーとなった。2009年シーズンより、2008年に同社が立ち上げたインターネットサービスプロバイダのブランド名・Bboxがチーム名に加わり、Bbox ブイグテレコムに名称が変更された。また、2009年にプロツアーライセンスが切れる事から更新の申請を行ったが、UCI側からこの更新を却下されたため、2010年シーズンより、UCIプロフェッショナルコンチネンタルチームとして活動することになった。
さらに、2010年限りでブイグテレコムがスポンサーから撤退。2011年シーズンからは、新スポンサーとして大手レンタカー会社のヨーロッパカーが新スポンサーに就くことが決まり、当名称に変更になった。。
チームのエースはトマ・ヴォクレールで、2004年のツール・ド・フランスで10日間マイヨ・ジョーヌを守り抜いたことで注目度が上がった。2009年のツール・ド・フランス第5ステージで念願のステージ優勝を果たした。2009年からは日本人選手の新城幸也が加入し、日本からの注目度が上がっている。
2011年のツール・ド・フランスではヴォクレールが中盤にマイヨ・ジョーヌに袖を通し総合4位。ピエール・ロランが第19ステージラルプ・デュエズの山頂ゴールでステージ優勝。総合でも11位となり、新人賞(マイヨ・ブラン)を獲得した。
さらに2012年のツール・ド・フランスでは、第4ステージで新城幸也がステージ終盤まで逃げて敢闘賞を獲得したのに続き、第10ステージをヴォクレール、第11ステージをロラン、第16ステージを再びヴォクレールが勝利、チームで区間3勝(第10・11・16ステージ)、敢闘賞4回(第4・10・11・16ステージ)を手にしたほか、ヴォクレールが山岳賞を獲得した。
使用機材はバイクがコルナゴ。変速機はカンパニョーロ、ヘルメット、ウェア類はルイガノ。
2014年シーズンよりUCIプロチームへ復帰。2015年シーズンは再びUCIプロフェッショナルコンチネンタルチームに戻った。
2016年シーズンより、フランス第3位の電力・ガス供給会社であるディレクト・エネルジー社がメインスポンサーとなり、チーム名は「ディレクト・エネルジー」となった。
2018年4月にディレクト・エネルジー社はフランスの石油・ガス大手企業であるトタル社に買収。2019年4月にトタル社が第1スポンサーとなり、チーム名は「トタル・ディレクト・エネルジー」となった。

## 主な戦績

### 2017年
- ツール・ド・フランス　区間優勝　リリアン・カルメジャーヌ（第8ステージ）

### 2018年
- パリ〜ニース　区間優勝　ジョナタン・イヴェール（第3ステージ）、ジェローム・クザン（第5ステージ）

### 2020年
- パリ〜ニース　区間優勝　ニッコロ・ボニファツィオ（英語版）（第5ステージ）

## 2021年陣容
2021年6月30日更新
| 選手名                           | 国籍       | 生年月日       | 前年所属チーム                 |
| -------------------------------- | ---------- | -------------- | ------------------------------ |
| エドヴァルド・ボアソン・ハーゲン | ノルウェー | 1987年5月17日  | NTTプロ・サイクリング          |
| レオナルド・ボニファツィオ       | イタリア   | 1991年3月20日  |                                |
| ニッコロ・ボニファツィオ         | イタリア   | 1993年10月29日 |                                |
| マチュー・ブルゴドー             | フランス   | 1998年11月17日 |                                |
| ジェレミー・カボ                 | フランス   | 1991年7月24日  |                                |
| ジェローム・クザン               | フランス   | 1989年6月5日   |                                |
| ビクトル・デラパルテ             | スペイン   | 1986年6月22日  | CCCチーム                      |
| ファビアン・ドゥベ               | フランス   | 1993年10月21日 | シルキュス・ワンティ・ゴベール |
| ヴァランタン・フェロン           | フランス   | 1998年2月8日   |                                |
| マーロン・ガイヤール             | フランス   | 1996年5月9日   |                                |
| ダミアン・ゴダン                 | フランス   | 1986年8月20日  |                                |
| アレクサンドル・ジェニエス       | フランス   | 1988年4月16日  | AG2R・ラ・モンディアル         |
| ファビアン・グルリエ             | フランス   | 1994年10月31日 |                                |
| ピエール・ラトゥール             | フランス   | 1993年10月12日 | AG2R・ラ・モンディアル         |
| クリストファー・ローレス         | イギリス   | 1995年11月4日  | イネオス・グレナディアス       |
| フロリアン・メートル             | フランス   | 1996年9月3日   |                                |
| ロレンゾ・マンザン               | フランス   | 1994年7月26日  |                                |
| ポール・ウルスラン               | フランス   | 1994年4月13日  |                                |
| アドリアン・プティ               | フランス   | 1990年9月26日  |                                |
| クリスティアン・ロドリゲス       | スペイン   | 1995年3月3日   | カハ・ルラル＝セグロス RGA     |
| ロマン・シカール                 | フランス   | 1988年1月1日   |                                |
| ジュリアン・シモン               | フランス   | 1985年10月4日  |                                |
| ジョフレ・スープ                 | フランス   | 1988年3月22日  |                                |
| ニキ・テルプストラ               | オランダ   | 1984年5月18日  |                                |
| アントニー・テュルジス           | フランス   | 1994年5月16日  |                                |
| ドリス・ヴァンヘステル           | ベルギー   | 1994年9月30日  |                                |
| アレクシー・ヴュイエルモ         | フランス   | 1988年6月1日   | AG2R・ラ・モンディアル         |

## 歴代陣容
| 2020年陣容                       | 2020年陣容 | 2020年陣容     | 2020年陣容                         |
| -------------------------------- | ---------- | -------------- | ---------------------------------- |
| レオナルド・ボニファツィオ       | イタリア   | 1991年3月20日  | Sangemini–Trevigiani–MG.K Vis      |
| ニッコロ・ボニファツィオ         | イタリア   | 1993年10月29日 |                                    |
| マチュー・ブルゴドー             | フランス   | 1998年11月17日 |                                    |
| ジェレミー・カボ                 | フランス   | 1991年7月24日  | SCO Dijon                          |
| リリアン・カルメジャーヌ         | フランス   | 1992年12月6日  |                                    |
| ロマン・カルディス               | フランス   | 1992年8月12日  |                                    |
| ジェローム・クザン               | フランス   | 1989年6月5日   |                                    |
| ヴァランタン・フェロン (8/1から) | フランス   | 1998年2月8日   | Vendée U                           |
| マーロン・ガイヤール             | フランス   | 1996年5月9日   | Vendée U                           |
| ダミアン・ゴダン                 | フランス   | 1986年8月20日  |                                    |
| ファビアン・グルリエ             | フランス   | 1994年10月31日 |                                    |
| ジョナタン・イヴェール           | フランス   | 1985年3月23日  |                                    |
| ピム・リヒハルト                 | オランダ   | 1988年6月16日  |                                    |
| フロリアン・メートル             | フランス   | 1996年9月3日   | Vendée U                           |
| ロレンゾ・マンザン               | フランス   | 1994年7月26日  | Vital Concept–B&B Hotels           |
| テオ・メナント (8/1から)         | フランス   | 1997年10月27日 | Vendée U                           |
| ポール・ウルスラン               | フランス   | 1994年4月13日  |                                    |
| アドリアン・プティ               | フランス   | 1990年9月26日  |                                    |
| シモン・セリエ                   | フランス   | 1995年1月4日   |                                    |
| ロマン・シカール                 | フランス   | 1988年1月1日   |                                    |
| ジュリアン・シモン               | フランス   | 1985年10月4日  | コフィディス・ソリュシオンクレディ |
| ジョフレ・スープ                 | フランス   | 1988年3月22日  | コフィディス・ソリュシオンクレディ |
| レイン・タラマエ                 | エストニア | 1987年4月24日  |                                    |
| ニキ・テルプストラ               | オランダ   | 1984年5月18日  |                                    |
| アントニー・テュルジス           | フランス   | 1994年5月16日  |                                    |
| ドリス・ファンゲステル           | ベルギー   | 1994年9月30日  | Sport Vlaanderen–Baloise           |

| 2019年陣容               | 2019年陣容 | 2019年陣容     | 2019年陣容                       |
| 選手名                   | 国籍       | 生年月日       | 前年所属チーム                   |
| ------------------------ | ---------- | -------------- | -------------------------------- |
| ニッコロ・ボニファジオ   | イタリア   | 1993年10月29日 | バーレーン・メリダ               |
| トマ・ブダ               | フランス   | 1994年2月24日  |                                  |
| マチュー・ビュルゴドー   | フランス   | 1998年11月17日 | Équipe cycliste Vendée U         |
| リリアン・カルメジャーヌ | フランス   | 1992年12月6日  |                                  |
| ロマン・カルディス       | フランス   | 1992年8月12日  |                                  |
| ジェローム・クザン       | フランス   | 1989年6月5日   |                                  |
| ダミアン・ゴダン         | フランス   | 1986年8月20日  |                                  |
| ヨアン・ジェヌ           | フランス   | 1981年6月25日  |                                  |
| ファビアン・グルリエ     | フランス   | 1994年10月31日 |                                  |
| ジョナタン・イヴェール   | フランス   | 1985年3月23日  |                                  |
| アクセル・ジュルニオー   | フランス   | 1995年5月20日  |                                  |
| ピム・リヒトハルト       | オランダ   | 1988年6月16日  | Team Roompot–Nederlandse Loterij |
| ブライアン・ノロー       | フランス   | 1988年3月17日  |                                  |
| ポール・ウルスラン       | フランス   | 1994年4月13日  |                                  |
| アドリアン・プティ       | フランス   | 1990年9月26日  |                                  |
| アレクサンドル・ピショ   | フランス   | 1983年1月6日   |                                  |
| ペリグ・ケメヌール       | フランス   | 1984年4月26日  |                                  |
| シモン・セリエ           | フランス   | 1995年1月4日   |                                  |
| ロマン・シカール         | フランス   | 1988年1月1日   |                                  |
| レイン・ターラミャエ     | エストニア | 1987年4月24日  |                                  |
| ニキ・テルプストラ       | オランダ   | 1984年5月18日  | クイックステップ・フロアーズ     |
| アンジェロ・テュリク     | フランス   | 1990年12月2日  |                                  |
| アントニー・テュルジス   | フランス   | 1994年5月16日  | コフィディス                     |

| 2011年陣容                   | 2011年陣容 | 2011年陣容     | 2011年陣容                                             |
| 選手名                       | 国籍       | 生年月日       | 前年所属チーム                                         |
| ---------------------------- | ---------- | -------------- | ------------------------------------------------------ |
| 新城幸也                     | 日本       | 1984年9月22日  |                                                        |
| ジョヴァンニ・ベルノードー   | フランス   | 1983年8月25日  |                                                        |
| フランク・ブイエ             | フランス   | 1974年3月17日  |                                                        |
| アントニー・シャルトー       | フランス   | 1979年6月4日   |                                                        |
| セバスティアン・シャヴァネル | フランス   | 1981年3月21日  | フランセーズ・デ・ジュー                               |
| マテュー・クロード           | フランス   | 1983年3月17日  |                                                        |
| ジェローム・クザン           | フランス   | 1989年6月5日   | トレーニー（ヴァンデU）より昇格                        |
| ダミアン・ゴダン             | フランス   | 1986年8月20日  |                                                        |
| シリル・ゴティエ             | フランス   | 1987年9月26日  |                                                        |
| ヨアン・ジェヌ               | フランス   | 1981年6月20日  |                                                        |
| サイ・アドゥー               | フランス   | 1982年11月23日 |                                                        |
| トニ・ユレル                 | フランス   | 1987年11月1日  | トレーニー（ヴァンデU）より昇格                        |
| ヴァンサン・ジェローム       | フランス   | 1984年11月26日 |                                                        |
| クリストフ・ケルン           | フランス   | 1981年1月18日  | コフィディス                                           |
| ギヨーム・ル・フロシュ       | フランス   | 1985年2月16日  |                                                        |
| アレクサンドル・ピショー     | フランス   | 1983年1月6日   |                                                        |
| ペリ・クマヌール             | フランス   | 1984年4月26日  |                                                        |
| ケヴァン・レザ               | フランス   | 1988年5月18日  | トレーニー（ヴァンデU）より昇格                        |
| ピエール・ロラン             | フランス   | 1986年10月10日 |                                                        |
| セバスティアン・テュルゴー   | フランス   | 1984年4月11日  |                                                        |
| ダヴィ・ヴェユー             | カナダ     | 1987年11月26日 | ケリー・ベネフィット・ストラテジーズ＝メディファースト |
| トマ・ヴォクレール           | フランス   | 1979年6月22日  |                                                        |

| 2012年陣容                   | 2012年陣容 | 2012年陣容     | 2012年陣容        |
| 選手名                       | 国籍       | 生年月日       | 前年所属チーム    |
| ---------------------------- | ---------- | -------------- | ----------------- |
| 新城幸也                     | 日本       | 1984年9月22日  |                   |
| ジョヴァンニ・ベルノードー   | フランス   | 1983年8月25日  |                   |
| フランク・ブイエ             | フランス   | 1974年3月17日  |                   |
| アントニー・シャルトー       | フランス   | 1979年6月4日   |                   |
| ラファー・シュティウイ       | チュニジア | 1986年1月26日  | アクア & サポーネ |
| セバスティアン・シャヴァネル | フランス   | 1981年3月21日  |                   |
| マテュー・クロード           | フランス   | 1983年3月17日  |                   |
| ジェローム・クザン           | フランス   | 1989年6月5日   |                   |
| ダミアン・ゴダン             | フランス   | 1986年8月20日  |                   |
| シリル・ゴティエ             | フランス   | 1987年9月26日  |                   |
| ヨアン・ジェヌ               | フランス   | 1981年6月20日  |                   |
| サイ・アドゥー               | フランス   | 1982年11月23日 |                   |
| トニ・ユレル                 | フランス   | 1987年11月1日  |                   |
| ヴァンサン・ジェローム       | フランス   | 1984年11月26日 |                   |
| クリストフ・ケルン           | フランス   | 1981年1月18日  |                   |
| ダヴィデ・マラカルネ         | イタリア   | 1987年7月11日  | クイックステップ  |
| マッテオ・ペルッキ           | イタリア   | 1989年1月21日  | ジェオックス・TMC |
| アレクサンドル・ピショ       | フランス   | 1983年1月6日   |                   |
| ペリ・クマヌール             | フランス   | 1984年4月26日  |                   |
| ケヴァン・レザ               | フランス   | 1988年5月18日  |                   |
| ピエール・ロラン             | フランス   | 1986年10月10日 |                   |
| ビェルン・トゥラウ           | ドイツ     | 1988年7月23日  | NSP・ゴースト     |
| アンジェロ・テュリ           | フランス   | 1990年12月2日  | ヴァンデU         |
| セバスティアン・テュルゴ     | フランス   | 1984年4月11日  |                   |
| ダヴィ・ヴェユー             | カナダ     | 1987年11月26日 |                   |
| トマ・ヴォクレール           | フランス   | 1979年6月22日  |                   |